# 古鐵雷斯湖
41°11′12″S 71°24′37″W / 41.18667°S 71.41028°W

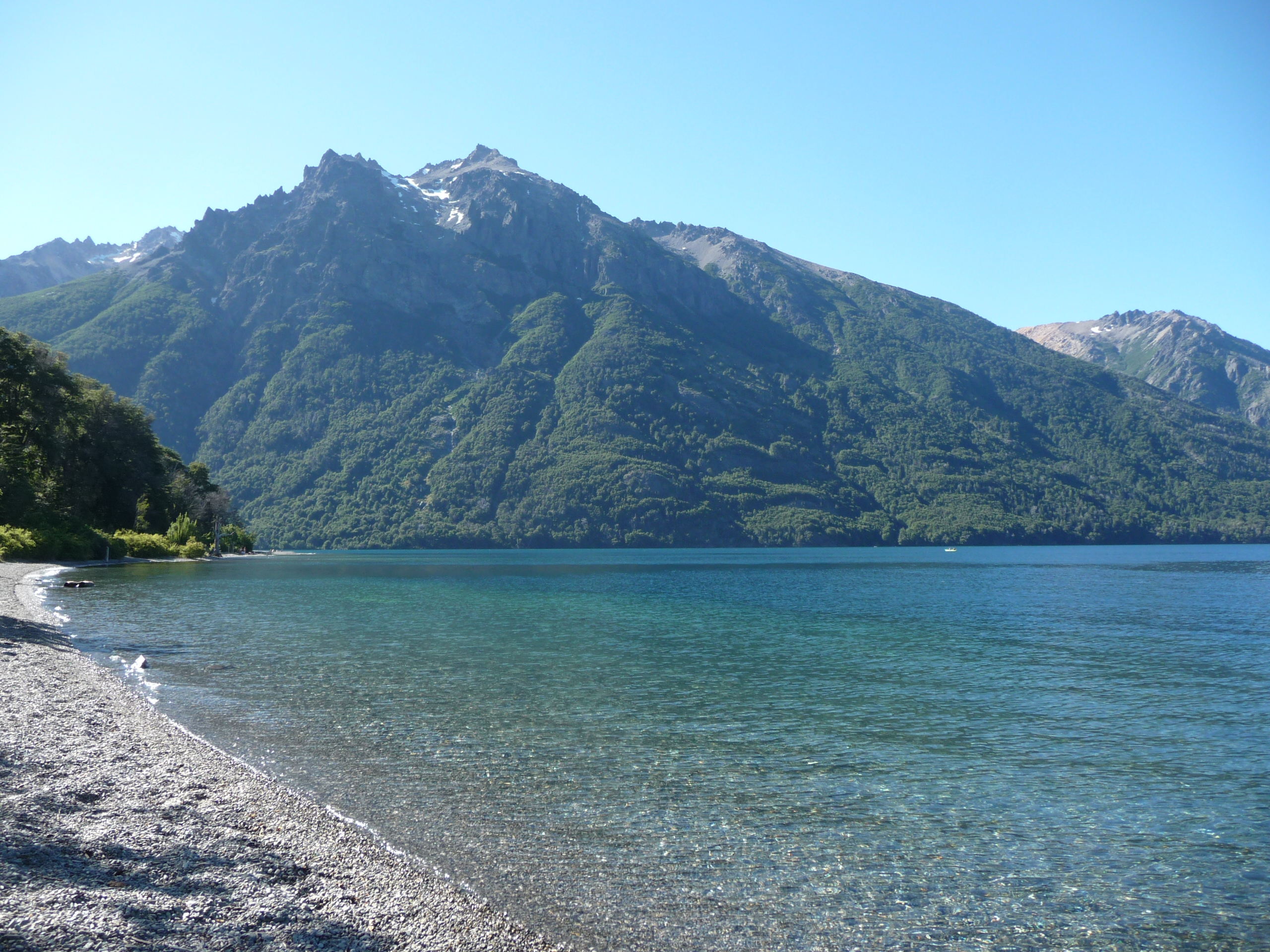
古鐵雷斯湖

古鐵雷斯湖（西班牙語：Lago Gutiérrez）是阿根廷的湖泊，位於納韋爾瓦皮國家公園，由內格羅河省負責管轄，距離聖卡洛斯-德巴里洛切約12公里，面積16平方公里，海拔高度770米，最大水深111米。